# Simona Valli
Simona Valli (Budapest, 4 maggio 1972) è un'ex attrice pornografica ungherese.

## Biografia
È nata nella capitale dell'Ungheria il 4 maggio 1972, ma è di origini siciliane.
Ha cominciato a lavorare come attrice di film erotici, ma non hard, nel 1993 con la casa di produzione cinematografica Blue Angels di Budapest, per poi trasferirsi a Roma, successivamente al fidanzamento con il figlio di un personaggio famoso. A Roma, è entrata a far parte della casa di produzione di film per adulti Diva Futura.
Inizialmente ha cominciato a lavorare sotto lo pseudonimo di Jennifer Valli, debuttando nell'hardcore sotto la regia di Alessandro Perrella in Rebecca, la signora del desiderio (1992). I film successivi, sempre realizzati per Diva Futura sono stati 46, di cui i principali sono: Le cugine viziose (1993), La sedia a rotelle (1994) e Scuole superiori (1994).
Considerata da registi e produttori come particolarmente adatta per le scene lesbiche e quelle di sesso anale, ha lavorato con nomi celebri della pornografia europea come Christoph Clark, Anita Rinaldi, Erika Bella, e Selen, diretta da registi importanti come Mario Salieri, Alessandro del Mar e Nicky Ranieri.
Considerata meno appariscente di Ilona Staller, meno "filosofa" ed esternatrice di Moana Pozzi, è diventata lo stesso, anche se per breve tempo, una punta di diamante del porno italiano, durante la prima metà degli anni Novanta.
Molto apprezzata da Joe D'Amato, che l'ha diretta in Marco Polo - La storia mai raccontata (1995), nel 1996 ha lasciato la carriera attiva di attrice di pellicole pornografiche, riducendo di molto la sua attività ed apparendo sempre più raramente.
Il suo ultimo film è nel 2002, Stupri di guerra, dopodiché ha lasciato definitivamente la pornografia sotto la pressione della sua famiglia che non ha voluto assolutamente che proseguisse questo tipo di carriera. Per un certo periodo di tempo ha continuato a tenere spettacoli presso il locale Blue Moon, con la raccomandazione di mettere nelle locandine pubblicitarie una foto non riconoscibile, cosicché i genitori del nuovo compagno italiano non potessero identificarla. Con lui è andata poi a convivere, circondata da tre rottweiler, e si è reinventata imprenditrice, aprendo un'agenzia di casting a Budapest.

## Filmografia
- Fick namens Amanda (1992)
- The Erotic Adventures of Aladdin X (1993), regia di Luca Damiano
- Lunga notte della paura (1993)
- Marito Libidinoso (1993)
- Masturbazione (1993)
- Mistero del Convento (1993)
- Visite anali a domicilio (1993)
- 1001 Nights (1994)
- Agente Segreto (1994)
- Alcova dei Piaceri Proibiti (1994)
- Anal X Import 2 (1994)
- Buster Booster 1 (1994)
- Buster Booster 2 (1994)
- Cronaca Nera 1: Scuole Superiori (1994)
- Cugine Viziose (1994)
- Diario Segreto di Simona (1994)
- Divina Commedia Prima Parte (1994)
- Marco Polo - La storia mai raccontata (1994), regia di Luca Damiano, Joe D'Amato
- Erotic Rondo (1994)
- Occasioni Morbose (1994)
- Le Parfum de Mathilde (1994), regia di Marc Dorcel
- Secret Of Madam X 1 (1994)
- Secret Of Madam X 2 (1994)
- Seduzione (1994)
- Spiando Simona (Transex) (1994)
- L'ultimo treno (1995)
- Al Capone (1995)
- Concetta Licata 1 (1995)
- Della borsa (1995)
- Dracula (1995), regia di Mario Salieri
- Husband (1995)
- Jennifer Gatta di Piacere (1995)
- Line Up (1995)
- Offertes a tout 5: Filles de l'Est (1995)
- Quella figona di... Simona (1995)
- Rebecca: La signora del desiderio (1995)
- Scommessa fatale (1995)
- Sedia a Rotelle (1995)
- Sequestro di persona 1 (1995)
- Sequestro di persona 2 (1995)
- Simona - Turbamento di un minorenne (1995)
- Socia (1995)
- Taverna dei mille peccati (1995)
- Tre Signore a Cosce Larghe (1995)
- Vedova Allegra (1995)
- Dottore le Prova Tutte (1996)
- Miss Liberty (1996)
- Nuovo Cinema Paradisex (1996)
- Sex Penitentiary (1996)
- Ultima Vamp (1996)
- Hot Shots of Angelica Bella (1999)